# 譚淵
譚淵（？—1401年），河南江北等處行中書省揚州路滁州清流縣（今安徽省滁縣）人，明朝军事将领、靖难之役人物。
譚淵继承其父职燕山右護衛副千戶。靖难之役时，燕王朱棣起兵，譚淵跟从攻占北京城，此后攻破雄縣。潘忠、楊松从鄚州进攻时，譚淵率领千余壮士潜水藏于月漾橋水中，等中央军经过后，再出战夺桥，并活捉潘忠等人。此后升任都指揮同知。
譚淵英勇善战，并善于射箭，但是其性情嗜殺。在燕兵攻破沧州时，朱棣命其給牒散降卒，其中还有三千士兵未被遣，准备明日再发通牒。而譚淵一夜内全部杀尽，朱棣听后大怒。譚淵说：“这些都是壮士，如果释放了都是后患。”朱棣说：“如果都按照你说的，應該全杀了，敵人可以被殺得盡嗎？”譚淵听后惭愧而退。夾河之戰中，譚淵进攻时马蹶，被盛庸斬殺 。朱棣听后大惜，即位后，赠都指揮使，追封崇安侯，謚壯節。其子譚忠繼承伯爵爵位。